# Bispebjerg Kickboxing
Bispebjerg Kickboxing er en professionel kickboxingklub, der er beliggende i bydelen Bispebjerg i København. Siden sin opstart i 2001, er vokset til nu at være en af Danmarks største og mest vindende klubber med over 200 medlemmer.
Siden klubben blev grundlagt har den gjort sig bemærket ved at deltage, og tage medaljer ved mange stævner både nationalt og internationalt f.eks. DM, Nordic Open, EM og VM.

## Eksterne kilder og henvisninger
- Bispebjerg Kickboxing Hjemmeside